# Wierzniowice
Wierzniowice (cz. Věřňoviceⓘ, niem. Willmersdorf) – wieś i gmina katastralna w północnej części gminy Lutyni Dolnej, w powiecie Karwina, w kraju morawsko-śląskim, w Czechach. Położona jest nad rzeką Olzą, przy granicy z Polską. Powierzchnia 456,08 ha (18,3% obszaru gminy), w 2001 liczba mieszkańców wynosiła 709, zaś w 2010 odnotowano 228 adresów.

## Historia
Miejscowość po raz pierwszy wzmiankowana została w łacińskim dokumencie Liber fundationis episcopatus Vratislaviensis (pol. Księga uposażeń biskupstwa wrocławskiego), spisanej za czasów biskupa Henryka z Wierzbna ok. 1305 w szeregu wsi położonych w pobliżu Żor i Wodzisławia zobowiązanych do płacenia dziesięciny biskupstwu we Wrocławiu, w postaci item in Wernheri villa debent esse decem mansi w sekcji Iste sunt ville circa Zary et Wladislaviam. Zapis ten oznaczał, że wieś zobowiązana została do płacenia dziesięciny z 10 łanów mniejszych. Jej powstanie wiąże się z przeprowadzaną pod koniec XIII wieku na terytorium późniejszego Górnego Śląska wielką akcją osadniczą (tzw. łanowo-czynszową), a jej założycielem na rzecz którego została nazwana był prawdopodobnie Werner z Barutzwerde (z Bogumina).
Po raz kolejny wzmiankowana w 1362 roku jako Wernersdorf, kiedy to Drżek z Wernersdorfu zakupił połowę Dziećmorowic od księcia cieszyńskiego. Nazwa została później spolonizowana, jako Wiernyerzowicze (1447), później pojawiła się również nowa nazwa niemiecka (Welmersdorf, 1687).
Wieś politycznie znajdowała się początkowo w granicach piastowskiego księstwa raciborskiego, ale później stała się częścią Księstwa Cieszyńskiego, będącego od 1327 lennem Królestwa Czech, a od 1526 roku w wyniku objęcia tronu czeskiego przez Habsburgów wraz z regionem aż do 1918 roku w monarchii Habsburgów (potocznie Austrii).
Według austriackiego spisu ludności z 1910 roku Wierzniowice miały 628 mieszkańców, z czego 627 było zameldowanych na stałe, 626 (99,8%) było polsko-, a 1 (0,2%) czeskojęzyczny, 618 (98,4%) było katolikami, 1 (0,2%) ewangelikiem, a 9 (1,4%) wyznawcami judaizmu.
W 1920 miejscowość znalazła się w granicach Czechosłowacji, a w 1975 w granicach administracyjnych Lutyni Dolnej.
14 lutego 1959 wyprostowano odcinek graniczny między Polską i Czechosłowacją (pola uprawne po prawej stronie rzeki Olzy należące do gminy Wierzniowice w powiecie frysztackim) na wysokości gromad Godów i Gorzyce w powiecie wodzisławskim w woj. katowickim.
Do 21 grudnia 2007 w miejscowości funkcjonowały przejścia graniczne Věřnovice-Gorzyczki i Věřnovice-Łaziska, które na mocy Układu z Schengen zostały zlikwidowane.

## Ochrona przyrody
Przez wieś przepływa rzeka Olza (cz. Olše), która na odcinku od Dziećmorowic do Bogumina, a szczególnie na wysokości Wierzniowic wykazuje wysoką wartość przyrodniczą, co jest tym bardziej cenne, gdyż znajduje się na uboczu gęsto zaludnionego okręgu przemysłowego. W 1989 4,59 ha tego obszaru zostało objęte ochroną prawną jako pomnik przyrody. Również na wysokości Wierzniowic na ok. 2,5 km odcinku Olzy granica polsko-czeska odbiega od jej biegu w stronę północną, po czy powraca do niej za powstającym granicznym węzłem autostrady A1.